# آنا د آرماس
آنا سلیا د آرماس کاسو (اسپانیایی: Ana Celia de Armas Caso‎؛ زادهٔ ۳۰ آوریل ۱۹۸۸) بازیگر اهل کوبا و اسپانیا است. او حرفه‌اش را در کوبا با نقش اصلی درام عاشقانهٔ گل رز از فرانسه (۲۰۰۶) آغاز کرد. در ۱۸ سالگی به مادرید، اسپانیا نقل مکان کرد و از سال ۲۰۰۷ تا ۲۰۱۰ به مدت شش فصل در درام نوجوانانهٔ مدرسه شبانه‌روزی ایفای نقش کرد.
د آرماس بعد از نقل مکان به لس آنجلس در فیلم تریلر اروتیک تق تق (۲۰۱۵) و فیلم کمدی-جنایی سگ‌های جنگی (۲۰۱۶) نقش‌های انگلیسی‌زبان را بر عهده داشت و در فیلم زندگی‌نامه‌ای ورزشی دست‌های سنگی (۲۰۱۶) در نقش مکمل حضور یافت. او برای بازی در نقش هوش مصنوعی سه‌بعدی در فیلم علمی تخیلی تحسین‌شدهٔ بلید رانر ۲۰۴۹ (۲۰۱۷) به شهرت رسید. د آرماس برای ایفای نقش در فیلم جنایی چاقوکشی (۲۰۱۹) نامزد دریافت جایزهٔ گلدن گلوب شد. او نقش یک باند گرل را در فیلم جاسوسی زمانی برای مردن نیست (۲۰۲۱) ایفا کرد و مریلین مونرو را در درام بلوند (۲۰۲۲) به تصویر کشید. برای بازی در فیلم دوم، او نامزد جایزه اسکار بهترین بازیگر زن شد.

## زندگی
آنا د آرماس هنرپیشه اهل کوبا است که در ۳۰ آوریل ۱۹۸۸ در شهر هاوانا کشور کوبا متولد شد. وی در حال حاضر در شهر لس آنجلس زندگی می‌کند و دارای دو خواهر و یک برادر کوچکتر از خودش است.
آنا در ۱۴ سالگی، برای ورود به مدرسه ملی هنر در کوبا انتخاب شد. وی در رشته تئاتر فارغ‌التحصیل شده و از سن ۱۶ سالگی شروع به بازیگری کرده است.
او در سن ۱۸ سالگی برای دنبال کردن رشته بازیگری به صورت حرفه‌ای به مادرید اسپانیا رفت و حدود ۸ سال در این کشور در زمینه بازیگری فعالیت کرد. او علاوه بر کوبا تابعیت کشور اسپانیا را نیز دارد. این بازیگر زن در سال ۲۰۱۴ از مادرید به لس آنجلس نقل مکان کرد و در آنجا با کارگردانانی مانند جاناتان کوبوویز، تاد فلیپس، الی راث و با بازیگرانی همچون کریس ایوانز، دنیل کریگ، رابرت دنیرو، کیانو ریوز، ادگار رامیرز، جونا هیل، مایلز تلر و اسکات ایستوود و رایان گاسلینگ همکاری کرده است.

## حرفه‌های بازیگری
اولین فیلم او گل رز از فرانسه بود، که در کنار الکس گونزالس، در سن ۱۶ سالگی ایفای نقش کرد و بعد از آن در فیلم‌هایی نظیر: مادریگال (۲۰۰۷) به کارگردانی فرناندو پرز و در فیلم بهشت گمشده (۲۰۰۷) به کارگردانی اپرا ساچ ایفای نقش کرده است.
اولین موفقیت بزرگ او، در نقش کارولینا لیل سولیس، در مجموعه تلویزیونی اسپانیایی به نام مدرسه شبانه‌روزی بود که از کانال آنتن ۳ در سال ۲۰۰۷ پخش شد. بازیگران این سریال آنا د آرماس (کارولینا) یون گونسالس (ایوان)، مارتینیو ریباس (مارکوس)، النا فوریاسه (ویکتوریا) و بلانکا سوآرس (جولیا) بود.
او سپس، در فیلم «آواز عشق در باشگاه لولیتا» ۲۰۰۷ در کنار ادواردو نوریگا و فیلم اسپانیایی سکس، مهمانی و دروغ (۲۰۰۹) با بازی ماریو کاساس ادامه داد.
در آوریل ۲۰۰۸ میلادی، تصویر او بر روی جلد نسخه اسپانیایی مجله FHM به چاپ رسید و در اوت ۲۰۰۹ در مجله مد غرور در میان دیگران ظاهر شد.
در اکتبر ۲۰۱۲ نیز بر روی مجله ووگ اسپانیا به چاپ رسید.
وی در سال ۲۰۰۹ میلادی در فیلم اسپانیایی سکس، مهمانی و دروغ بازی کرد، که با فروشی بیش از ۴ میلیون یورو، جز بالاترین فیلم‌های پرفروش در سال ۲۰۰۹ به‌شمار رفت.
در ژوئیه ۲۰۱۰ میلادی، در مجموعه تلویزیونی با عنوان افسانه هیسپانیا بازی کرد که در کانال آنتن ۳ پخش شد و در سال ۲۰۱۲ میلادی پایان یافت، که او در نقش (نری) می‌باشد.
وی در ۱۸ ژوئیه - ۲۴ اوت ۲۰۱۳ میلادی، در فیلم به خاطر چند بوسه بازی کرد که به کارگردانی دیوید منکس و ستارگان این فیلم مارتینیو ریباس، مارینا سالاس و مگان مونتانر است. این فیلم در تاریخ ۱۶ مه سال ۲۰۱۴ به نمایش درآمد.
وی همچنین در دو فیلم تق تق (۲۰۱۵) و بی‌پناه (۲۰۱۶) با بازیگری کیانو ریوز به ایفای نقش پرداخته است.
او در سال ۲۰۱۶ به ایفای نقش در سه فیلم سگ‌های جنگی، دست‌های سنگی و اوردرایو پرداخت و همچنین در سال ۲۰۱۷ در کنار بازیگرانی نظیر هریسون فورد و رایان گاسلینگ در فیلم بلید رانر ۲۰۴۹ ایفای نقش خواهد کرد.
او در سال ۲۰۱۹ در فیلم چاقوکشی در نقش یک پرستار در کنار بازیگران نامداری مانند کریس ایوانز و دنیل کریگ ظاهر شد که تجلیل منتقدان را برانگیخت و فیلم در گیشه فروش خوبی کرد.

## زندگی شخصی
«آنا دِ آرماس» که بخاطر نقش‌هایش در مدرسه شبانه‌روزی و افسانه هیسپانیا شهرت دارد، طی مراسمی خصوصی و به دور از انظار، در کوستا براوا با مارک کلوتت ازدواج کرد از آن پس، روابط این دو، با فراز و نشیب‌های زیادی همراه بوده و بنا به گفته‌ها، گاهی هم با بحران‌های شدیدی همراه بوده است. در نهایت، کلوتت در مراسم فرش قرمز جوایز گویا، جدایی‌اش از آنا را اعلام کرد و به خبرنگاران گفت: «بله ما روابطمان را خاتمه دادیم. این یک توافقِ دوطرفه بود. آرامشم را بازیافتم».
پس از جدایی، آنا به زادگاهش کوبا پناه برد و مدتی را در آنجا گذراند.
او از اواسط سال ۲۰۱۳ تا اواسط سال ۲۰۱۴ با دیوید ویکتوری کارگردان و فیلمنامه‌نویس اسپانیایی در قرار بودند، مدتی در رابطه کوتاه از سال ۲۰۱۵ تا ۲۰۱۶ با «فرانکلین لات» عامل استعدادیابی آمریکایی، نامزد بود و از سال ۲۰۱۷ تا ۲۰۱۸ با آلژاندرو پینیرو بلو، نقاش کوبایی، ازدواج کرده بود.
در پاییز ۲۰۱۹ رابطه جدیدی را با بن افلک (بازیگر و کارگردان هالیوودی) شروع کرد. آنها در پشت صحنه فیلم آب عمیق با یکدیگر آشنا شدند. در ژانویه ۲۰۲۱ آن دو از هم جدا شدند.

## فیلم‌شناسی

### فیلم
| سال  | عنوان                | نقش                   | توضیحات                 |
| ---- | -------------------- | --------------------- | ----------------------- |
| ۲۰۰۶ | گل رز از فرانسه      | ماری                  |                         |
| ۲۰۰۷ | مادریگال             | استلا ماریس           |                         |
| ۲۰۰۹ | سکس، مهمانی و دروغ   | کارولا                |                         |
| ۲۰۰۹ | و برای دسر چی؟       | دختر                  | فیلم کوتاه              |
| ۲۰۰۹ | آنیما                | ژولیت                 | فیلم کوتاه              |
| ۲۰۱۱ | نابینای کوچه         | رزا/لورا              |                         |
| ۲۰۱۲ | سگ چینی              | سابینا                | فیلم کوتاه              |
| ۲۰۱۳ | فارادی               | اینما مورگا           |                         |
| ۲۰۱۴ | به خاطر چند بوسه     | سول                   |                         |
| ۲۰۱۵ | آنابل                | کریس                  |                         |
| ۲۰۱۵ | تق تق                | بل                    |                         |
| ۲۰۱۶ | بی‌پناه               | ایزابل د لا کروز      |                         |
| ۲۰۱۶ | سگ‌های جنگی           | ایز                   |                         |
| ۲۰۱۶ | دست‌های سنگی          | فلیکیداد ایگلسیاس     |                         |
| ۲۰۱۷ | اوردرایو             | استفانی               |                         |
| ۲۰۱۷ | بلید رانر ۲۰۴۹       | جوی                   |                         |
| ۲۰۱۸ | کورازون              | النا رامیرز           | فیلم کوتاه              |
| ۲۰۱۹ | چاقوکشی              | مارتا کابررا          |                         |
| ۲۰۱۹ | خبرچین               | سوفیا کاسلو           |                         |
| ۲۰۱۹ | دیروز                | رکسان                 | سکانس حذف‌شده            |
| ۲۰۱۹ | شبکه زنبور           | آنا مارگاریتا مارتینز |                         |
| ۲۰۱۹ | انترینگ رد           | آنا                   | فیلم کوتاه              |
| ۲۰۲۰ | متصدی شیفت شب        | آندریا ریورا          |                         |
| ۲۰۲۰ | سرجیو                | کارولینا لاریرا       |                         |
| ۲۰۲۱ | زمانی برای مردن نیست | پالوما                |                         |
| ۲۰۲۲ | آب عمیق              | مالیندا ون آلن        |                         |
| ۲۰۲۲ | مرد خاکستری          | دنی میراندا           |                         |
| ۲۰۲۲ | بلوند                | مریلین مونرو          |                         |
| ۲۰۲۳ | روح‌شده               | سیدی                  | همچنین تهیه‌کننده اجرایی |
| ۲۰۲۴ | بهشت                 | بارونس                |                         |
| ۲۰۲۵ | بالرین               | ایو ماکارو            |                         |

### مجموعه‌های تلویزیونی
| سال       | عنوان            | در نقش             | کانال  | یادداشت                      |
| --------- | ---------------- | ------------------ | ------ | ---------------------------- |
| ۲۰۰۷      | بهشت گمشده       | گلوریا             |        | فیلم تلویزیونی               |
| ۲۰۱۰–۲۰۰۷ | مدرسه شبانه‌روزی  | کارولینا لیل سولیس | آنتن ۳ | سریال تلویزیونی(۵۶ قسمت)     |
| ۲۰۱۱–۲۰۱۰ | افسانه هیسپانیا  | نری                | آنتن ۳ | سریال تلویزیونی (۱۷ قسمت)    |
| ۲۰۲۳      | پخش زنده شنبه شب | خودش (میزبان)      |        | قسمت: «آنا د آرماس/کارول جی» |